# Wheelchair Hockey Tigers Bolzano
I Wheelchair Hockey Tigers di Bolzano, più comunemente chiamati W.H. Tigers, sono un'associazione sportiva di Wheelchair Hockey con sede a Bolzano. Fondata il 30 luglio 2009 dal sogno del giocatore/manager Gianluca Callà e da alcuni membri della UILDM (Unione italiana lotta alla distrofia muscolare) come Stefano Minozzi e Giorgio Tonin.
La squadra, dopo un primo periodo di allenamento e partecipazione a vari tornei amichevoli, partecipa per la prima volta nel 2011 al campionato nazionale di A2 della F.I.W.H. 
Nonostante la poca esperienza, la squadra ottiene subito eccezionali risultati. Nel proprio girone di qualificazione, riesce a vincere tutte e 6 le partite in calendario, qualificandosi così ai play-off che potrebbero valere la serie A1.
Nei successivi play-off i Tigers escono sconfitti di misura nella semi-finale. A causa di questo risultato la squadra manca la promozione in A1. Il riscatto arriva però nella successiva finale per il 3º/4º posto, dove la squadra riesce a vincere ai tempi supplementari, piazzandosi così al 3º posto in A2.
Tale risultato è considerato da molti una vera e propria impresa nella storia del Wheelchair Hockey italiano, per una squadra neo-iscritta al campionato A2, che è stata capace di imporsi su squadre molto più esperte e blasonate.

## Area Tecnica
- Allenatore: Gabriele Tosini.
- Vice-Allenatore: Giuliano Bertoli.
- Coordinatore Area Tecnica: Katy Mazzier.
- Area Tecnica: Miriam Giacometti.

## Consiglio Direttivo
- Presidente: Gianluca Callà
- Tesoriere: Matthias Misterka
- Segretaria: Daniel Bouaru
- Consigliere: Vera Taka - Alessia Bouaru - Roberto Catta - Mujn Taka
- Consigliere: Muin Taka
- Membri Fondatori: Stefano Minozzi, Giorgio Tonin, Renato Ortombina.